# Minimalinvasive Chirurgie
Minimalinvasive Chirurgie (MIC) bezeichnet als Oberbegriff operative Eingriffe mit kleinstmöglichem Trauma (Verletzung von Gewebe). Dazu gehören die laparoskopische Chirurgie, thorakoskopische Chirurgie und endoskopische Operation durch natürliche Öffnungen (NOTES). Bei NOTES werden die Instrumente durch Mund, After, Scheide oder Harnröhre eingeführt und erst dort erfolgen minimalinvasive Schnitte.
Vereinfachend und veranschaulichend wird wegen der nur sehr kleinen Operationsöffnung von Schlüsselloch-Chirurgie gesprochen.

## Geschichte
Die minimalinvasive Chirurgie begann mit der laparoskopischen Chirurgie. Nachdem die Vorteile dieser Methode anerkannt worden waren, wurden die Techniken auch auf andere Bereiche wie die Thorakoskopie erweitert. 1986 prägte der Urologe John Wickham die Bezeichnung „minimalinvasiv“ und 1989 „minimalinvasive Chirurgie“ (englisch minimal invasive therapy) für Operationen, die nur eine kleine Inzision erfordern, wo in der Vergangenheit offene Operationen durchgeführt wurden.

## Bedeutung
Schon immer war es Ziel der operativen Behandlung, eine rasche Genesung mit geringen Beschwerden nach der Operation einzuleiten. Zu Beginn der 1990er Jahre etablierte sich die laparoskopische Chirurgie zunächst zur operativen Resektion der Gallenblase, später auch zur Durchführung komplexerer Operationen im Bauchraum.
Zunächst wurden die Begriffe minimalinvasive Chirurgie und laparoskopische Chirurgie nahezu synonym verwendet. Nachdem die Vorteile einer Operationstechnik mit nur kleinen Schnitten in Haut und anderen Weichteilen bezüglich der Erholung des Patienten immer augenfälliger geworden waren, begann auch auf anderen Gebieten die Entwicklung sogenannter minimalinvasiver Operationsverfahren. Beispiele hierfür sind die thorakoskopischen Operationen, die endoskopische Spaltung des Retinaculum flexorum beim Karpaltunnelsyndrom, minimalinvasive Zugänge beim Hüftgelenksersatz (Endoprothese) (z. B. Yale-Technik) oder knochenstabilisierende Operationen und die minimalinvasive Fußchirurgie. Auch bei Schilddrüsenoperationen bestehen Tendenzen zu minimalinvasiven Zugängen, die sich in der Breite jedoch noch nicht durchgesetzt haben. Ein weiteres Arbeitsfeld für die MIC besteht in der Schönheitschirurgie (z. B. Stirnlift), da hier der Vorteil der kleinen Narben zum Tragen kommt.
Kleinere Schnitte und kleinere Verletzungen der Weichteile beim Zugang führen meist zu geringeren Schmerzen nach der Operation und zumeist auch zu einer rascheren Erholung und Mobilisation. Demgegenüber steht häufig (jedoch nicht immer) der Nachteil einer geringeren Übersichtlichkeit des Operationsfeldes, der zumeist asymptomatischen aber doch vorhandenen größeren Weichteilverletzungen, der verlängerten Operationszeit und der verzögerten Zugriffsmöglichkeit bei einer bedrohlichen Komplikation wie z. B. einer starken Blutung im Operationsfeld. Diese Ansicht kann jedoch kontrovers diskutiert werden. Ein erfahrener Laparoskopeur wird die Aussage treffen, dass er eine bessere Übersicht hat und für die Operation weniger Zeit benötige als bei der entsprechenden offenen Operation.
In den letzten Jahren haben sich minimalinvasive Operationstechniken fest etabliert und haben viele konventionelle Operationsverfahren (mit ausgedehnterem Schnitt) verdrängt, die über Jahrzehnte als „Goldstandard“ galten.
Bisher wurden diese spezialisierten Operationen überwiegend stationär durchgeführt. Lediglich die Kniegelenksspiegelung erfolgte häufiger ambulant. Durch die geringeren postoperativen Schmerzen bei optimierter Technik werden diese Verfahren zunehmend ambulant erbracht. In wenigen Zentren in Deutschland werden sogar die laparoskopische Gallenblasenentfernung, Magenverkleinerungen Schlauchmagen, Magenband und Bauchwandhernien ambulant versorgt.
So hat sich die Arthroskopie als minimalinvasive Technik weit verbreitet, um Gelenke zu untersuchen und Verletzungen zu therapieren.
Auch bieten laparoskopische oder thorakoskopische Operationsverfahren die Möglichkeit, bei unklarer Befundlage eine ausgedehntere Inspektion des Bauch- oder Brustraumes vorzunehmen, als es sonst bei einem konventionellen Zugang möglich wäre.
Teilweise wird eine Laparoskopie auch vor einer komplexen und ausgedehnten Operation wie der Magenentfernung durchgeführt, um eine Statuserhebung durchzuführen und das weitere therapeutische, auch operative Vorgehen besser planen zu können. Immer wieder wird diskutiert, ob die laparoskopische Operation eines bösartigen Tumors wie z. B. beim Dickdarmkrebs mit derselben notwendigen Radikalität durchgeführt werden kann wie bei konventionellen Zugängen. Insgesamt muss die Wahl des Operationsverfahrens (minimalinvasiv oder konventionell bzw. offen) immer individuell getroffen werden. Wie in der offenen Chirurgie ist der Minimalinvasiven Chirurgie des Abdomens vor Beginn jedes Eingriffs die exakte Kenntnis des Situs unabdingbar.
Minimalinvasive Techniken gibt es auch in anderen operativen Disziplinen. In der Augenheilkunde haben sich die mikroinvasive Glaukomchirurgie (MIGS), bei der kleine Stents zur Senkung des Augeninnendrucks eingesetzt werden, und die minimalinvasive Strabismuschirurgie (MISS) etabliert. Bei dieser Technik werden Schielstellungen der Augen mit einer Augenmuskeloperation korrigiert, die im Vergleich zu herkömmlichen Operationsmethoden mit einer sehr kleinen Eröffnung der Bindehaut auskommt, was zu schnellerer Wundheilung führt und wodurch Hämatome seltener auftreten.
Siehe auch: Arbeitsgemeinschaft Gynäkologische Endoskopie